# A Bagaceira
A Bagaceira é um romance do escritor brasileiro José Américo de Almeida publicado em 1928. Junto com Macunaíma, é considerado o marco inicial do romance regionalista do Modernismo brasileiro.

## Enredo
O enredo baseia-se no êxodo da seca no ano de 1898:
(...) Uma ressurreição de cemitérios antigos — esqueletos redivivos —, com o aspecto e o fedor das covas podres (...)
O tema central gira em torno de um triângulo amoroso entre Soledade, Lúcio e Dagoberto. Soledade, menina sertaneja, uma retirante da seca, chega ao engenho de Dagoberto, pai de Lúcio, acompanhada de vários retirantes: Valentim, seu pai, Pirunga, seu irmão de criação, e outros que fugiam do castigo da seca. Lúcio e Soledade acabam se apaixonando. A relação entre ambos ganha ares dramáticos no momento em que Dagoberto, o dono da fazenda, violenta Soledade e faz dela sua amante. 
Uma das frases mais célebres do livro é sobre a fome que assola a população regional:
Há uma miséria maior do que morrer de fome num deserto: é não ter o que comer na terra de Canaã.— José Américo de Almeida, A Bagaceira
Essa história trágica de amor serve ao autor, político paraibano, puramente como pretexto para que denuncie a questão social no seu estado e no Nordeste, em especial, o aspecto da seca e da necessidade da população. É feita também uma análise da vida dos retirantes que surgem nas bagaceiras dos engenhos, quando ocorrem as estiagens, não sendo bem vistos pelos brejeiros (trabalhadores permanentes dos engenhos).

## Personagens
- Valentim – pai de Soledade
- Manuel Broca – brejeiro
- Soledade – amada, mulher fatal de Lúcio
- Dagoberto – velho, viúvo, pai de Lúcio
- Lúcio – moço apaixonado por Soledade
- Mãe de Lúcio e mulher de Dagoberto
- Pirunga – carrapato com ciúmes
- Carlota – mulher fatal que marcara nefandamente o Nordeste
- Milonga – mãe preta

## Importância
Ao se referir ao livro, o Professor Joel Pontes, da Universidade Fernando Pessoa, em crítica publicada no Pequeno Dicionário da Literatura Brasileira, disse:
O romance foi publicado na hora certa e fez séria oposição ao cosmopolitismo dos modernistas da fase inicial.
Segundo Pontes, A Bagaceira foi importante base para as obras de Graciliano Ramos, José Lins do Rego e Rachel de Queiroz. Para ele, personagens como Dagoberto, Pirunga e Soledade retornam mais bem caracterizados nas obras posteriores dos escritores citados, deixando claro, contudo, que o romance tecnicamente não inova a prosa nordestina, pois ainda é um romance de tese. Isso pode ser percebido no capítulo “O Julgamento”, que é típico dos romances do século XIX e também presente em Os Sertões, de Euclides da Cunha. O ponto de destaque do romance é o aspecto sociológico e a poetização de cenas e sentimentos, sendo que estes dois detalhes por si sós já colocam o romance como uma obra importante da literatura brasileira em todos os tempos.
Com a publicação de A Bagaceira, em 1928, José Américo de Almeida inicia o chamado "Ciclo Regionalista Nordestino", mais tarde desenvolvido por outros nordestinos que também se tornaram famosos como Rachel de Queiroz.  Este exerceu forte influência no Neorrealismo português.